# Корисні копалини
Кори́сні копáлини — мінеральні утворення земної кори, хімічний склад та фізичні властивості яких дають змогу ефективно використовувати їх у сфері матеріального виробництва.
Тобто, які за сучасного рівня розвитку техніки можна з достатньою ефективністю використовувати у господарстві.

## Загальна характеристика
Корисні копалини складаються з мінералів — природних хімічних сполук або самородних елементів, приблизно однорідних за хімічним складом і фізичними властивостями.
Корисні копалини перебувають у земній корі у вигляді скупчень різного характеру (жил, штоків, пластів, розсипів тощо).
Скупчення корисних копалин утворюють родовища, а у випадку великих площ поширення — райони, провінції і басейни. Розрізняють тверді, рідкі і газоподібні корисні копалини.
Видобутком корисних копалин займається гірнича справа.

## Ознаки корисних копалин
1. Супутники рудних родовищ (для золота кварц, для платини хромовий залізняк і ін.)
2. Уламки, валуни і т. ін., що попадаються в улоговинах річок та ін.
3. Виходи порід на земну поверхню
4. Мінеральні джерела
5. Рослинність

При дослідженнях роблять попередні розвідки, закладають шурфи (колодязі), проводять канави, розрізи, роблять бурові свердловини і ін.

## Класифікація
За умовами утворення розрізняють корисні копалини ендогенні, екзогенні та метаморфогенні. Крім того, за походженням розрізняють корисні копалини органічного і неорганічного походження.
За фізичним станом є тверді, рідкі й газоподібні корисні копалини.
За умовами залягання — пластові, жильні та ін.
За промисловим використанням виділяють такі групи корисних копалин: металічні (рудні), неметалічні (нерудні), горючі (паливні) й гідромінеральні.
За значенням корисні копалини поділяються на загальнодержавного і місцевого значення. В Україні віднесення корисних копалин до загальнодержавного та місцевого значення здійснюється Кабінетом Міністрів України за поданням Державного комітету України з геології і використання надр.

### За умовами утворення
Ендогенні корисні копалини — речовини, які утворилися в надрах землі внаслідок кристалізації, затвердіння магми та діяльності магматичних розчинів. До них належать:
- магматичні — мінеральні асоціації, що утворилися внаслідок кристалізації та (або) затвердіння магми як на глибині, всередині земної кори, так і на поверхні після виверження; у залежності від цього виділяють два головних класи магматичних корисних копалин — інтрузивні (глибинні) та ефузивні (виливні);
- пегматитові — крупнокристалічні мінеральні комплекси, що утворилися внаслідок кристалізації залишкового магматичного розплаву і залягають у вигляді лінз, жил, штоків та гнізд;
- карбонатитові — карбонатні або силікатно-карбонатні гірські породи; представлені жилами та масами неправильної форми з кальциту, доломіту і інших карбонатів, що містять рудні мінерали, просторово і генетично асоційовані з глибинними (інтрузивними) утвореннями;
- гідротермальні — речовини, які утворюються з гарячих водних (гідротермальних) розчинів, що циркулюють у надрах землі.

Екзогенні корисні копалини утворюються, зокрема, на дні боліт, озер, рік, морів і океанів. Вони формуються в результаті механічного і біохімічного перетворення (під впливом процесів вивітрювання — фізичного, хімічного, біогенного руйнування, наприклад, при дії потоків води й живих організмів) та диференціації мінеральних речовин ендогенного походження. Розрізнюють чотири генетичні групи цих копалин: залишкові, інфільтраційні, розсипні і осадові.
- Залишкові формуються внаслідок винесення розчинних мінеральних сполук із зони вивітрювання і накопичення важкорозчинного мінерального залишку, що утворює руди заліза, нікелю, марганцю, алюмінію.
- Інфільтраційні виникають при осадженні з підземних вод поверхневого походження розчинених в них мінеральних речовин з утворенням покладів руд урану, міді, срібла, золота, самородної сірки.
- Розсипні утворюються при накопиченні в пухких відкладах на дні рік і морського узбережжя важких цінних мінералів, до числа яких належать золото, платина, мінерали титану, вольфраму, олова.
- Осадові утворюються в процесі осадонакопичення на дні морів і континентальних водоймищ, що формує поклади вугілля, горючих сланців, нафти, горючого газу, солей, фосфоритів, руд заліза, марганцю, бокситів, урану, міді, а також будівельних матеріалів (гравій, пісок, глина, вапняк, цементна сировина).

Метаморфогенні корисні копалини — екзогенні та (або) ендогенні корисні копалини, структура і текстура яких суттєво змінена під дією температури, тиску, глибинних розчинів та інших факторів у надрах землі. Метаморфізм звичайно відбувається при зміні температури в діапазоні 300—1100 °C і тискові в діапазоні 1-6000 атм. Зміни включають перекристалізацію, мінералогічні і хімічні перетворення гірських порід.

### За походженням
До корисних копалин органічного походження належать речовини трьох агрегатних станів: газоподібні (природний газ), рідкі (нафта) і тверді (кам'яне вугілля, сланці, торф).
До неорганічних належать тверді копалини трьох видів: нерудна мінеральна сировина, що містить неметалічні породи (азбест, графіт, граніт, гіпс, вапняк, кам'яна сіль, кварц, мармур, сірка, слюда тощо); агрономічні руди (апатитові, фосфоритові); руди чорних, кольорових, благородних і рідкісних металів.

### За промисловим використанням
Руди поділяють на металеві і неметалеві. До металевих належать руди, що є сировиною для одержання чорних, кольорових, рідкісних, дорогоцінних і інших металів (залізні, мідні, уранові та інші). До неметалевих належать руди, що є сировиною для хімічної, харчової та іншої промисловості (азбестові, графітові, фосфоритові тощо).
Нерудні корисні копалини — ті, які не містять металів і є сировиною для виробництва будівельних матеріалів (глина, пісок, гравій, вапняк тощо).
Горючі корисні копалини представлені вугіллям, торфом, горючими сланцями, нафтою, природним газом, кристалогідратами.

## Генезис
Генезис (процес утворення корисних копалин) визначає будову корисних копалин, характер кристалізації, ізоморфізм, швидкість і ступінь окиснення та електронні властивості мінералів. Наприклад сульфідні руди, які утворюються в результаті кристалізації розплавлених магм або осадження сульфідних мінералів із гарячих водних розчинів, відрізняються густиною, крупнокристалічною будовою і не мають пор. Окиснені ж руди, які утворилися в процесі окиснення і вилуговування сульфідних руд, характеризуються звичайно дрібнокристалічною будовою і великою кількістю пор заповнених вохристо-глинистим матеріалом. При подрібненні окиснених руд вохристо-глинистий матеріал утворює велику кількість первинних шламів, які шкідливо впливають на флотацію.
Генезисом визначається вміст ізоморфної домішки у мінералах. Широка зміна вмісту ізоморфного заліза у сфалериті і пентландиті, молібдену у шеєліті, марганцю у вольфраміті суттєво впливає на необхідні умови активації і депресії ізоморфних різновидів мінералів. Ізоморфізм є основною причиною наявності у рудах легко- і важко флотованих різновидів одного й того ж мінералу.
Від генезису залежить співвідношення концентрацій електронів і дірок та характер зміни рівня Фермі в напівпровідникових мінералах[джерело?]. Зміна концентрації електронів в поверхневому шарі не вимагає зміни встановлених раніше співвідношень концентрацій реагентів, але може значно вплинути на максимально можливе вилучення мінералів у концентрат. Підвищити вилучення мінералу при високої концентрації електронів можна, наприклад, застосуванням реагента-окиснювача, а при високій концентрації дірок — реагента-відновника, які по-нижують їхню концентрацію у поверхневому шарі до оптимальних значень.
Вторинним змінам можуть бути піддані як рудні мінерали, так і мінерали вмісних порід. Найважливіші зміни мінералів пустої породи пов'язані з окременінням, каолінізацією, хлоритизацією і серицитизацією їхньої поверхні. Каолінізація і серицитизація, наприклад, є основними процесами зміни польових шпатів, тоді як для залізомагнезіальних мінералів найбільше характерною є хлоритизація. В процесі вторинних змін відбувається уніфікація поверхневих властивостей різних породних мінералів при зростанні їхнього загального ступеня гідрофобності.

## Видобуток корисних копалин
Використання людиною мінеральної сировини почалося в палеоліті. Протягом всієї історії розвитку суспільства корисні копалини були найважливішою сировиною, потреба в якій різко збільшилася в період становлення і вдосконалення промисловості і зростання об'ємів промислового виробництва. Світова економіка XX ст. базувалася на використанні величезної кількості різноманітних корисних копалин — щорічно в останні десятиліття XX ст. з надр Землі вилучалося бл. 20-25 млрд т мінеральної сировини і десятки млрд т пустої породи. Найбільшим резервом мінеральних багатств є надра Світового океану, насамперед — морських і океанічних шельфів. Великі перспективи збільшення ресурсів рудної сировини в недалекому майбутньому пов'язуються із залізо-марганцевими конкреціями, що залягають на дні Тихого, Індійського й Атлантичного океанів. Нарівні із залізом і марганцем конкреції містять мідь, нікель, кобальт та ін. цінні елементи. В останні десятиліття XX — на початку ХХІ ст. близько третини світового споживання кухонної солі, п'ята частина магнію, значна кількість брому отримані з морської води. Усе більшу увагу привертають мінеральні розсоли і мінералізовані води лагун, озер, морських заток, рифтових зон, які є не тільки постачальниками брому, йоду, хлориду натрію, мірабіліту, але можуть стати також джерелом літію, рубідію, цезію, бору, стронцію та ін.
Великим резервом найближчого майбутнього є синтез мінеральної сировини. У кількох країнах у великих (промислових) масштабах виробляють синтетичні алмази, п'єзокварц, рубін, ведуть експерименти з отриманню синтетичної слюди, кристалів оптичного кварцу.

## Якість корисних копалин
Якість корисних копалин — сукупність властивостей частини
гірського масиву, що містить корисні компоненти (або компонент). Розрізняють фізичні (вологість, густина та ін.), механічні (твердість, міцність та ін.), хімічні (окиснюваність, радіоактивність та ін.) властивості, а також речовинний склад
(ґранулометричний склад, вміст корисних компонентів та ін.).
Я.к.к. регламентується технічними умовами або державним
стандартом.